# Championnats du monde de patinage artistique 2011
Navigation
Mondiaux 2010 Mondiaux 2012
Les Championnats du monde de patinage artistique 2011 ont lieu du 25 avril au 1er mai 2011 à la Megasport Arena de Moscou en Russie. C'est la seconde fois que la capitale russe organise les mondiaux de patinage après l'édition de 2005.

## Des championnats initialement prévus au Japon
L'ISU (International Skating Union) avait chargé la Fédération japonaise de patinage d'organiser les mondiaux 2011. La compétition avait été prévue dans un premier temps dans la ville olympique de Nagano, mais finalement les instances nippones avaient choisi de l'organiser au gymnase olympique de Yoyogi à Tōkyō du 21 au 27 mars 2011. 
Mais dix jours avant le début des épreuves, le 11 mars 2011, les côtes nord-est du Japon ont été victimes d'un tremblement de terre d'une magnitude 9,0. Celui-ci a ensuite engendré un tsunami qui a ravagé plus de 200 km de côtes japonaises, et une série d'accidents majeurs dans la centrale nucléaire de Fukushima Daiichi.
Le gymnase olympique de Yoyogi n'ayant pas souffert du séisme, l'ISU a indiqué dans un communiqué que les compétitions auraient bien lieu comme prévu. Néanmoins, le 14 mars, l'évolution de la situation amène l'ISU à suspendre la compétition jusqu'à nouvel ordre. Finalement, le 21 mars, la fédération japonaise renonce définitivement à organiser les mondiaux 2011. 
La fédération internationale cherche donc une solution de remplacement auprès des autres fédérations pour organiser les championnats en avril ou mai. Le 22 mars, sept villes posent leurs candidatures : Moscou (Russie), Vancouver (Canada), Lake Placid et Colorado Springs (États-Unis), Turku (Finlande), Zagreb (Croatie) et Graz (Autriche). L'ISU rend sa décision le 24 mars : la Russie organisera la compétition du 25 avril au 1er mai 2011. La fédération russe de patinage ne dispose que d'un mois pour que cette organisation soit une réussite.

## Qualifications
Les patineurs sont éligibles à l'épreuve s'ils représentent une nation membre de l'Union internationale de patinage (International Skating Union en anglais) et s'ils ont atteint l'âge de 15 ans avant le 1er juillet 2010. Les fédérations nationales sélectionnent leurs patineurs en fonction de leurs propres critères, mais l'Union internationale de patinage exige un score minimum d'éléments techniques (Technical Elements Score en anglais) lors d'une compétition internationale avant les championnats du monde.
Sur la base des résultats des championnats du monde 2010, l'Union internationale de patinage autorise chaque pays à avoir de une à trois inscriptions par discipline.
| Entrées                                                    | Messieurs                             | Dames                                                       | Couples                     | Danse sur glace                                 |
| ---------------------------------------------------------- | ------------------------------------- | ----------------------------------------------------------- | --------------------------- | ----------------------------------------------- |
| 3                                                          | Canada Japon États-Unis               | Japon                                                       | Chine Russie                | Canada États-Unis                               |
| 2                                                          | Belgique Tchéquie France Italie Suède | Canada Finlande Italie Russie Corée du Sud Suède États-Unis | Canada Allemagne États-Unis | France Hongrie Israël Italie Russie Royaume-Uni |
| Les pays non listés dans ce tableau ont droit à une entrée |                                       |                                                             |                             |                                                 |

Certains patineurs ou couples ont dû concourir à des qualifications, tandis que d'autres ont reçu leur inscription directement pour le programme court. Si un pays a une inscription non directe, c'est le patineur ou le couple le moins bien classé au niveau mondial qui participe aux qualifications. Celles ci permettent uniquement de se qualifier pour les programmes courts ; les points obtenus lors des qualifications ne comptent pas pour le résultat final.

## Podiums
| Épreuves                            | Or                                | Argent                              | Bronze                          |
| ----------------------------------- | --------------------------------- | ----------------------------------- | ------------------------------- |
| Messieurs résultats détaillés       | Patrick Chan                      | Takahiko Kozuka                     | Artur Gachinski                 |
| Dames résultats détaillés           | Miki Andō                         | Kim Yuna                            | Carolina Kostner                |
| Couples résultats détaillés         | Aljona Savchenko / Robin Szolkowy | Tatiana Volosozhar / Maksim Trankov | Pang Qing / Tong Jian           |
| Danse sur glace résultats détaillés | Meryl Davis / Charlie White       | Tessa Virtue / Scott Moir           | Maia Shibutani / Alex Shibutani |

## Tableau des médailles
| Rang  | Nation       | Or | Argent | Bronze | Total |
| ----- | ------------ | -- | ------ | ------ | ----- |
| 1     | Canada       | 1  | 1      | 0      | 2     |
| 1     | Japon        | 1  | 1      | 0      | 2     |
| 3     | États-Unis   | 1  | 0      | 1      | 2     |
| 4     | Allemagne    | 1  | 0      | 0      | 1     |
| 5     | Russie       | 0  | 1      | 1      | 2     |
| 6     | Corée du Sud | 0  | 1      | 0      | 1     |
| 7     | Chine        | 0  | 0      | 1      | 1     |
| 7     | Italie       | 0  | 0      | 1      | 1     |
| Total | Total        | 4  | 4      | 4      | 12    |

## Détails des compétitions

### Messieurs

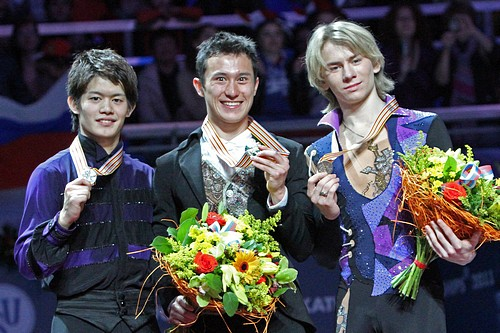
Podium des Messieurs

| Rang                                        | Nom                  | Pays           | Qualifications | Qualifications | Points | Programme court | Programme court | Programme libre | Programme libre |
| ------------------------------------------- | -------------------- | -------------- | -------------- | -------------- | ------ | --------------- | --------------- | --------------- | --------------- |
| 1                                           | Patrick Chan         | Canada         |                |                | 280.98 | 1               | 93.02           | 1               | 187.96          |
| 2                                           | Takahiko Kozuka      | Japon          | 1              | 165.00         | 258.41 | 6               | 77.62           | 2               | 180.79          |
| 3                                           | Artur Gachinski      | Russie         |                |                | 241.86 | 4               | 78.34           | 3               | 163.52          |
| 4                                           | Michal Březina       | Tchéquie       | 3              | 130.87         | 233.61 | 7               | 77.50           | 5               | 156.11          |
| 5                                           | Daisuke Takahashi    | Japon          |                |                | 232.97 | 3               | 80.25           | 6               | 152.72          |
| 6                                           | Nobunari Oda         | Japon          |                |                | 232.50 | 2               | 81.81           | 9               | 150.69          |
| 7                                           | Florent Amodio       | France         |                |                | 229.68 | 5               | 77.64           | 7               | 152.04          |
| 8                                           | Brian Joubert        | France         |                |                | 227.67 | 9               | 71.29           | 4               | 156.38          |
| 9                                           | Richard Dornbush     | États-Unis     |                |                | 222.42 | 11              | 70.54           | 8               | 151.88          |
| 10                                          | Javier Fernández     | Espagne        |                |                | 218.26 | 14              | 69.16           | 10              | 149.10          |
| 11                                          | Ross Miner           | États-Unis     |                |                | 217.93 | 13              | 70.40           | 11              | 147.53          |
| 12                                          | Tomáš Verner         | Tchéquie       |                |                | 216.87 | 8               | 75.94           | 13              | 140.93          |
| 13                                          | Ryan Bradley         | États-Unis     |                |                | 212.71 | 12              | 70.45           | 12              | 142.26          |
| 14                                          | Denis Ten            | Kazakhstan     |                |                | 209.99 | 10              | 71.00           | 14              | 138.99          |
| 15                                          | Peter Liebers        | Allemagne      | 4              | 129.89         | 205.59 | 16              | 67.73           | 15              | 137.86          |
| 16                                          | Anton Kovalevski     | Ukraine        |                |                | 201.64 | 17              | 65.16           | 16              | 136.48          |
| 17                                          | Kevin Van Der Perren | Belgique       |                |                | 197.10 | 15              | 68.34           | 18              | 128.76          |
| 18                                          | Samuel Contesti      | Italie         |                |                | 196.40 | 18              | 64.59           | 17              | 131.81          |
| 19                                          | Jorik Hendrickx      | Belgique       | 10             | 109.59         | 188.24 | 22              | 60.74           | 19              | 127.50          |
| 20                                          | Kevin Reynolds       | Canada         |                |                | 187.23 | 19              | 64.36           | 21              | 122.87          |
| 21                                          | Paolo Bacchini       | Italie         | 6              | 122.29         | 183.13 | 23              | 58.96           | 20              | 124.17          |
| 22                                          | Song Nan             | Chine          |                |                | 176.09 | 20              | 63.78           | 23              | 112.31          |
| 23                                          | Kim Lucine           | Monaco         | 8              | 117.78         | 171.93 | 24              | 58.81           | 22              | 113.12          |
| 24                                          | Joey Russell         | Canada         | 7              | 118.37         | 168.73 | 21              | 61.69           | 24              | 107.04          |
| Patineurs éliminés après le programme court |                      |                |                |                |        |                 |                 |                 |                 |
| 25                                          | Adrian Schultheiss   | Suède          |                |                |        | 25              | 58.41           | NC              | NC              |
| 26                                          | Viktor Pfeifer       | Autriche       | 5              | 123.22         |        | 26              | 56.68           | NC              | NC              |
| 27                                          | Kim Min-seok         | Corée du Sud   | 12             | 98.67          |        | 27              | 56.19           | NC              | NC              |
| 28                                          | Alexander Majorov    | Suède          | 2              | 136.64         |        | 28              | 54.24           | NC              | NC              |
| 29                                          | Maxim Shipov         | Israël         | 9              | 116.42         |        | 29              | 50.10           | NC              | NC              |
| 30                                          | Misha Ge             | Ouzbékistan    | 11             | 109.39         |        | 30              | 49.61           | NC              | NC              |
| Patineurs éliminés après les qualifications |                      |                |                |                |        |                 |                 |                 |                 |
| 31                                          | Mark Webster         | Australie      | 13             | 95.84          |        | NC              | NC              | NC              | NC              |
| 32                                          | Justus Strid         | Danemark       | 14             | 95.16          |        | NC              | NC              | NC              | NC              |
| 33                                          | David Richardson     | Royaume-Uni    | 15             | 93.20          |        | NC              | NC              | NC              | NC              |
| 34                                          | Tigran Vardanjan     | Hongrie        | 16             | 91.16          |        | NC              | NC              | NC              | NC              |
| 35                                          | Mikael Redin         | Suisse         | 17             | 90.79          |        | NC              | NC              | NC              | NC              |
| 36                                          | Kutay Eryoldas       | Turquie        | 18             | 86.60          |        | NC              | NC              | NC              | NC              |
| 37                                          | Stephen Li-Chung Kuo | Taipei chinois | 19             | 85.71          |        | NC              | NC              | NC              | NC              |
| 38                                          | Bela Papp            | Finlande       | 20             | 83.47          |        | NC              | NC              | NC              | NC              |
| 39                                          | Harry Hau Yin Lee    | Hong Kong      | 39             | 82.39          |        | NC              | NC              | NC              | NC              |
| 40                                          | Vitali Luchanok      | Biélorussie    | 40             | 81.51          |        | NC              | NC              | NC              | NC              |
| 41                                          | Sarkis Hayrapetyan   | Arménie        | 41             | 77.25          |        | NC              | NC              | NC              | NC              |
| 42                                          | Georgi Kenchadze     | Bulgarie       | 42             | 73.72          |        | NC              | NC              | NC              | NC              |

### Dames

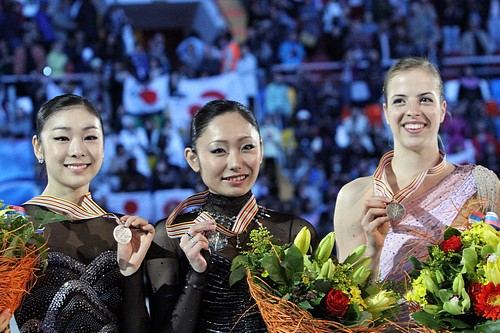
Podium des Dames

| Rang                                          | Nom                  | Pays           | Qualifications | Qualifications | Points | Programme court | Programme court | Programme libre | Programme libre |
| --------------------------------------------- | -------------------- | -------------- | -------------- | -------------- | ------ | --------------- | --------------- | --------------- | --------------- |
| 1                                             | Miki Ando            | Japon          |                |                | 195.79 | 2               | 65.58           | 1               | 130.21          |
| 2                                             | Kim Yuna             | Corée du Sud   |                |                | 194.50 | 1               | 65.91           | 2               | 128.59          |
| 3                                             | Carolina Kostner     | Italie         |                |                | 184.68 | 6               | 59.75           | 3               | 124.93          |
| 4                                             | Alena Leonova        | Russie         |                |                | 183.92 | 5               | 59.75           | 4               | 124.17          |
| 5                                             | Alissa Czisny        | États-Unis     |                |                | 182.25 | 4               | 61.47           | 5               | 120.78          |
| 6                                             | Mao Asada            | Japon          |                |                | 172.79 | 7               | 58.66           | 6               | 114.13          |
| 7                                             | Ksenia Makarova      | Russie         |                |                | 167.22 | 3               | 61.62           | 9               | 105.60          |
| 8                                             | Kanako Murakami      | Japon          |                |                | 167.10 | 10              | 54.86           | 7               | 112.24          |
| 9                                             | Kiira Korpi          | Finlande       |                |                | 164.80 | 9               | 55.09           | 8               | 109.71          |
| 10                                            | Elene Gedevanishvili | Géorgie        |                |                | 156.24 | 15              | 51.61           | 10              | 104.63          |
| 11                                            | Sarah Hecken         | Allemagne      |                |                | 155.83 | 12              | 52.73           | 11              | 103.10          |
| 12                                            | Rachael Flatt        | États-Unis     |                |                | 154.61 | 8               | 57.22           | 14              | 97.39           |
| 13                                            | Cynthia Phaneuf      | Canada         |                |                | 152.78 | 13              | 52.62           | 12              | 100.16          |
| 14                                            | Maé Bérénice Méité   | France         | 1              | 98.88          | 150.44 | 11              | 53.26           | 15              | 97.18           |
| 15                                            | Joshi Helgesson      | Suède          | 2              | 91.70          | 149.08 | 16              | 50.25           | 13              | 98.83           |
| 16                                            | Amélie Lacoste       | Canada         | 5              | 87.04          | 144.76 | 14              | 51.98           | 18              | 92.78           |
| 17                                            | Viktoria Helgesson   | Suède          |                |                | 142.52 | 24              | 45.40           | 16              | 97.12           |
| 18                                            | Bingwa Geng          | Chine          |                |                | 140.78 | 19              | 47.89           | 17              | 92.89           |
| 19                                            | Ira Vannut           | Belgique       | 4              | 90.29          | 138.28 | 17              | 49.34           | 20              | 89.05           |
| 20                                            | Juulia Turkkila      | Finlande       | 6              | 86.49          | 136.68 | 22              | 45.70           | 19              | 90.98           |
| 21                                            | Cheltzie Lee         | Australie      |                |                | 133.65 | 18              | 48.20           | 21              | 85.45           |
| 22                                            | Jelena Glebova       | Estonie        | 9              | 76.13          | 124.78 | 20              | 46.28           | 22              | 78.50           |
| 23                                            | Irina Movchan        | Ukraine        | 10             | 75.96          | 123.15 | 23              | 45.68           | 23              | 77.47           |
| 24                                            | Jenna McCorkell      | Royaume-Uni    |                |                | 121.76 | 21              | 45.99           | 24              | 75.77           |
| Patineuses éliminées après le programme court |                      |                |                |                |        |                 |                 |                 |                 |
| 25                                            | Sonia Lafuente       | Espagne        | 3              | 91.17          |        | 25              | 44.59           | NC              | NC              |
| 26                                            | Karina Johnson       | Danemark       | 7              | 78.52          |        | 26              | 42.19           | NC              | NC              |
| 27                                            | Bettina Heim         | Suisse         | 12             | 72.74          |        | 27              | 37.23           | NC              | NC              |
| 28                                            | Daša Grm             | Slovénie       | 8              | 77.42          |        | 28              | 36.63           | NC              | NC              |
| 29                                            | Belinda Schönberger  | Autriche       | 11             | 75.85          |        | 29              | 35.73           | NC              | NC              |
| 30                                            | Viktória Pavuk       | Hongrie        |                |                |        | 30              | 33.70           | NC              | NC              |
| Patineuses éliminées après les qualifications |                      |                |                |                |        |                 |                 |                 |                 |
| 31                                            | Roberta Rodeghiero   | Italie         | 13             | 71.83          |        | NC              | NC              | NC              | NC              |
| 32                                            | Sabina Măriuţă       | Roumanie       | 14             | 68.63          |        | NC              | NC              | NC              | NC              |
| 33                                            | Kwak Min-jeong       | Corée du Sud   | 15             | 67.75          |        | NC              | NC              | NC              | NC              |
| 34                                            | Birce Atabey         | Turquie        | 16             | 67.11          |        | NC              | NC              | NC              | NC              |
| 35                                            | Mericien Venzon      | Philippines    | 17             | 66.94          |        | NC              | NC              | NC              | NC              |
| 36                                            | Lejeanne Marais      | Afrique du Sud | 18             | 65.99          |        | NC              | NC              | NC              | NC              |
| 37                                            | Hristina Vassileva   | Bulgarie       | 19             | 65.26          |        | NC              | NC              | NC              | NC              |
| 38                                            | Melinda Wang         | Taipei chinois | 20             | 63.32          |        | NC              | NC              | NC              | NC              |
| 39                                            | Clara Peters         | Irlande        | 21             | 60.94          |        | NC              | NC              | NC              | NC              |
| 40                                            | Taryn Jurgensen      | Thaïlande      | 22             | 57.75          |        | NC              | NC              | NC              | NC              |
| 41                                            | Mary Ro Reyes        | Mexique        | 23             | 54.99          |        | NC              | NC              | NC              | NC              |
| 42                                            | Georgia Glastris     | Grèce          | 24             | 52.38          |        | NC              | NC              | NC              | NC              |
| 43                                            | Marina Seeh          | Serbie         | 25             | 52.20          |        | NC              | NC              | NC              | NC              |
| 44                                            | Tiffany Packard Yu   | Hong Kong      | WD             | 51.72          |        | NC              | NC              | NC              | NC              |

### Couples

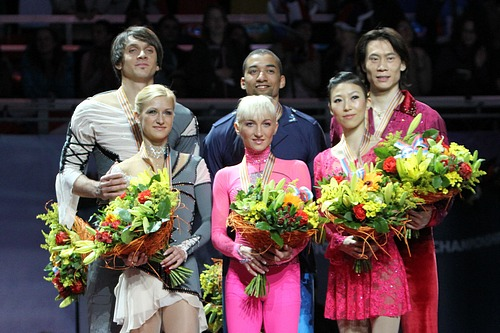
Podium des couples artistiques

| 1                                         | Aljona Savchenko / Robin Szolkowy         | Allemagne   | 217.85 | 2  | 72.98 | 1  | 144.87 |
| 2                                         | Tatiana Volosozhar / Maksim Trankov       | Russie      | 211.73 | 3  | 70.35 | 2  | 140.38 |
| 3                                         | Pang Qing / Tong Jian                     | Chine       | 204.12 | 1  | 74.00 | 3  | 130.12 |
| 4                                         | Yuko Kavaguti / Alexandre Smirnov         | Russie      | 187.36 | 5  | 62.54 | 4  | 124.82 |
| 5                                         | Vera Bazarova / Yuri Larionov             | Russie      | 187.13 | 4  | 64.64 | 5  | 122.49 |
| 6                                         | Caitlin Yankowskas / John Coughlin        | États-Unis  | 175.94 | 8  | 58.76 | 6  | 117.18 |
| 7                                         | Meagan Duhamel / Eric Radford             | Canada      | 173.03 | 7  | 58.83 | 7  | 114.20 |
| 8                                         | Kirsten Moore-Towers / Dylan Moscovitch   | Canada      | 163.17 | 10 | 56.86 | 8  | 106.31 |
| 9                                         | Narumi Takahashi / Mervin Tran            | Japon       | 160.10 | 6  | 59.16 | 10 | 100.94 |
| 10                                        | Stefania Berton / Ondřej Hotárek          | Italie      | 157.15 | 9  | 57.63 | 11 | 99.52  |
| 11                                        | Amanda Evora / Mark Ladwig                | États-Unis  | 155.91 | 11 | 54.64 | 9  | 101.27 |
| 12                                        | Maylin Hausch / Daniel Wende              | Allemagne   | 149.65 | 12 | 53.90 | 12 | 95.75  |
| 13                                        | Zhang Yue / Wang Lei                      | Chine       | 147.38 | 13 | 52.25 | 13 | 95.13  |
| 14                                        | Dong Huibo / Wu Yiming                    | Chine       | 137.75 | 14 | 49.29 | 14 | 88.46  |
| 15                                        | Klára Kadlecová / Petr Bidař              | Tchéquie    | 132.51 | 15 | 45.20 | 15 | 87.31  |
| 16                                        | Natalia Zabiiako / Sergei Kulbach         | Estonie     | 126.56 | 16 | 44.35 | 16 | 82.21  |
| Couples éliminés après le programme court |                                           |             |        |    |       |    |        |
| 17                                        | Stacey Kemp / David King                  | Royaume-Uni |        | 17 | 44.14 | NC | NC     |
| 18                                        | Adeline Canac / Yannick Bonheur           | France      |        | 18 | 43.92 | NC | NC     |
| 19                                        | Lubov Bakirova / Mikalai Kamianchuk       | Biélorussie |        | 19 | 38.20 | NC | NC     |
| 20                                        | Danielle Montalbano / Evgeni Krasnopolski | Israël      |        | 20 | 37.43 | NC | NC     |
| 21                                        | Stina Martini / Severin Kiefer            | Autriche    |        | 21 | 35.34 | NC | NC     |
| 22                                        | Alexandra Malakhova / Leri Kenchadze      | Bulgarie    |        | 22 | 30.10 | NC | NC     |

### Danse sur glace

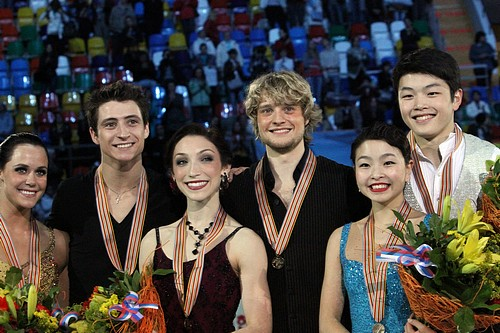
Podium de la danse sur glace

| Rang                                               | Nom                                        | Pays        | Qualifications | Qualifications | Points | Danse courte | Danse courte | Danse libre | Danse libre |
| -------------------------------------------------- | ------------------------------------------ | ----------- | -------------- | -------------- | ------ | ------------ | ------------ | ----------- | ----------- |
| 1                                                  | Meryl Davis / Charlie White                | États-Unis  |                |                | 185.27 | 2            | 73.76        | 1           | 111.51      |
| 2                                                  | Tessa Virtue / Scott Moir                  | Canada      |                |                | 181.79 | 1            | 74.29        | 2           | 107.50      |
| 3                                                  | Maia Shibutani / Alex Shibutani            | États-Unis  |                |                | 163.79 | 4            | 66.88        | 3           | 96.91       |
| 4                                                  | Nathalie Péchalat / Fabian Bourzat         | France      |                |                | 163.54 | 3            | 70.97        | 6           | 92.57       |
| 5                                                  | Kaitlyn Weaver / Andrew Poje               | Canada      | 1              | 87.22          | 160.32 | 7            | 65.07        | 4           | 95.25       |
| 6                                                  | Ekaterina Bobrova / Dmitri Soloviev        | Russie      |                |                | 160.23 | 5            | 65.88        | 5           | 94.35       |
| 7                                                  | Elena Ilinykh / Nikita Katsalapov          | Russie      |                |                | 154.50 | 6            | 65.51        | 10          | 88.99       |
| 8                                                  | Anna Cappellini / Luca Lanotte             | Italie      |                |                | 153.77 | 8            | 64.12        | 9           | 89.65       |
| 9                                                  | Madison Chock / Greg Zuerlein              | États-Unis  |                |                | 151.86 | 9            | 61.47        | 7           | 90.39       |
| 10                                                 | Vanessa Crone / Paul Poirier               | Canada      |                |                | 151.13 | 10           | 61.01        | 8           | 90.12       |
| 11                                                 | Nelli Zhiganshina / Alexander Gazsi        | Allemagne   | 2              | 83.67          | 140.95 | 12           | 55.53        | 11          | 85.42       |
| 12                                                 | Pernelle Carron / Lloyd Jones              | France      |                |                | 140.86 | 11           | 57.68        | 12          | 83.18       |
| 13                                                 | Cathy Reed / Chris Reed                    | Japon       |                |                | 133.33 | 13           | 54.86        | 13          | 78.47       |
| 14                                                 | Isabella Tobias / Deividas Stagniūnas      | Lituanie    | 3              | 77.63          | 131.01 | 14           | 53.16        | 14          | 77.85       |
| 15                                                 | Siobhan Heekin-Canedy / Alexander Shakalov | Ukraine     | 5              | 75.00          | 128.70 | 15           | 52.31        | 15          | 76.39       |
| 16                                                 | Penny Coomes / Nicholas Buckland           | Royaume-Uni |                |                | 126.29 | 17           | 51.75        | 16          | 74.54       |
| 17                                                 | Huang Xintong / Zheng Xun                  | Chine       | 4              | 75.45          | 123.01 | 16           | 52.17        | 17          | 70.84       |
| 18                                                 | Allison Reed / Otar Japaridze              | Géorgie     | 6              | 70.90          | 120.11 | 19           | 49.44        | 18          | 70.67       |
| 19                                                 | Charlene Guignard / Marco Fabbri           | Italie      |                |                | 120.02 | 18           | 49.80        | 19          | 70.22       |
| 20                                                 | Louise Walden / Owen Edwards               | Royaume-Uni | 9              | 68.58          | 116.52 | 20           | 46.73        | 20          | 69.79       |
| Couples de danse éliminés après la danse courte    |                                            |             |                |                |        |              |              |             |             |
| 21                                                 | Dora Turoczi / Balazs Major                | Hongrie     |                |                |        | 21           | 45.41        | NC          | NC          |
| 22                                                 | Lucie Myslivečková / Matěj Novák           | Tchéquie    | 8              | 68.96          |        | 22           | 45.02        | NC          | NC          |
| 23                                                 | Sara Hurtado / Adrià Díaz                  | Espagne     | 7              | 70.26          |        | 23           | 44.98        | NC          | NC          |
| 24                                                 | Brooke Frieling / Lionel Rumi              | Israël      |                |                |        | 24           | 44.43        | NC          | NC          |
| 25                                                 | Ramona Elsener / Florian Roost             | Suisse      | 10             | 67.94          |        | 25           | 41.58        | NC          | NC          |
| Couples de danse éliminés après les qualifications |                                            |             |                |                |        |              |              |             |             |
| 26                                                 | Kira Geil / Tobias Eisenbauer              | Autriche    | 11             | 64.55          |        | NC           | NC           | NC          | NC          |
| 27                                                 | Danielle O'Brien / Gregory Merriman        | Australie   | 12             | 63.57          |        | NC           | NC           | NC          | NC          |
| 28                                                 | Zsuzsanna Nagy / Máté Fejes                | Hongrie     | 13             | 58.70          |        | NC           | NC           | NC          | NC          |
| 29                                                 | Katelyn Good / Nikolaj Sorensen            | Danemark    | 14             | 57.04          |        | NC           | NC           | NC          | NC          |
| 30                                                 | Corenne Bruhns / Benjamin Westenberger     | Mexique     | 15             | 55.51          |        | NC           | NC           | NC          | NC          |
| 31                                                 | Kristina Tremasova / Dimitar Lichev        | Bulgarie    | 16             | 55.37          |        | NC           | NC           | NC          | NC          |
| 32                                                 | Lesia Valadzenkava / Vitali Vakunov        | Biélorussie | 17             | 54.43          |        | NC           | NC           | NC          | NC          |